# Джумахматов, Асанхан Джумахматович
Асанхан Джумахматович Джумахматов (кирг. Асанкан Жумакмат уулу Жумакматов; 16 июня 1923, Ысык-Ата, Туркестанская АССР — 21 июня 2008, Бишкек) — советский, киргизский дирижёр, музыкальный педагог. Герой Киргизской Республики (2003). Народный артист СССР (1976).

## Биография
Родился 16 июня 1923 года (по другим источникам — 16 июля) в селе Иссык-Ата недалеко от курортного местечка «Арашан» (ныне в Ысык-Атинском районе, Чуйская область, Кыргызстан).
После ареста и ссылки отца вместе с семьей был выслан на Украину, где серьёзно начал заниматься музыкой — играл на гитаре в самодеятельном оркестре, а позже — на ударных инструментах. В 1938 году, прожив почти восемь лет на Украине, возвратился на родину, поступил учиться на подготовительное отделение педагогического техникума и одновременно работал артистом оркестра первого Киргизского музыкально-драматического театра (ныне — Национальный академический театр оперы и балета им. А. Малдыбаева).
В сентябре 1941 года Государственный симфонический оркестр СССР был эвакуирован во Фрунзе (ныне Бишкек), где Асанхан играл на ударных инструментах.
Участник войны, был тяжело ранен и контужен.
В 1944 году, после увольнения из армии, — артист оркестра Киргизского театра оперы и балета им. А. Малдыбаева.
В 1945—1948 годах обучался на дирижёрском факультете в национальной студии при Московской консерватории, в 1957 году окончил консерваторию по классу дирижирования (педагоги Л. М. Гинзбург и Б. Э. Хайкин). Будучи студентом консерватории, дирижировал студенческим оркестром.
С 1948 года — дирижёр Киргизского театра оперы и балета им. А. Малдыбаева, в 1958—1962 и в 1972—1983 годах — главный дирижёр театра.
С 1953 по 1957 год — главный дирижёр Театра им. Моссовета в Москве.
В 1962—1972 годах — художественный руководитель и главный дирижёр Государственного академического оркестра народных инструментов им. Карамолдо Орозова, с 1970 года — художественный руководитель и главный дирижёр Академического симфонического оркестра Киргизского радио и телевидения (ныне Кыргызской телерадиокомпании).
С 1989 года — главный дирижёр Государственного камерного оркестра «Насыйкат».
Много гастролировал, часто выступал в крупнейших городах бывшего СССР, за рубежом: Швеция, Исландия, ФРГ, Япония, Монголия, Китай, Турция и др.
Дирижировал Большим симфоническим оркестром Всесоюзного радио и телевидения, Академическим симфоническим оркестром Московской филармонии, Государственными симфоническими оркестрами Латвии, Украины, Казахстана, Узбекистана.
С 1995 года — профессор Кыргызской консерватории им. К. Молдобасанова. За многолетнюю творческую деятельность воспитал многих профессиональных музыкантов-оркестрантов.
Вёл большую общественную работу: был президентом Союза музыкальных деятелей Кыргызской Республики (с 1987), вице-президентом Международного Союза музыкальных деятелей, президентом Кыргызского отделения Международной академии творчества.
Член КПСС с 1944 года.
Асанхан Джумахматов умер 20 июля 2008 года (по другим источникам — 21 июля) в Бишкеке. Похоронен на Ала-Арчинском кладбище.

### Семья
- Отец — Чалов Джумахмат (р. 1888)
- Мать — Чалова Артык (р. 1893)
- Братик – Мелис Муратканович
- Супруга — Сатаева Гульхан (р. 1933)
- Супруга — Мадемилова Эркин (1929—2018), советская, киргизская артистка балета, солистка Киргизского театра оперы и балета (1947—1953). Народная артистка Киргизской ССР (1979).
- Сыновья: Эркин (р.1954), Эрмек (р. 1959), Эрик (р. 1963).

## Награды и звания
- Герой Киргизской Республики (2003) — за выдающийся вклад в развитие профессионального музыкального искусства республики, активную общественную деятельность[8]
- Заслуженный деятель искусств Киргизской ССР (1958)
- Народный артист Киргизской ССР (1971)
- Народный артист СССР (1976)
- Государственная премия Киргизской ССР имени Токтогула Сатылганова (1972)
- Орден «Манас» III степени (1997) — за выдающиеся заслуги перед государством и народом[9].
- Орден Дружбы (1998, Россия) — за большой вклад в развитие и укрепление культурных связей между народами России и Киргизской Республики[10]
- Два ордена Трудового Красного Знамени (в т.ч. 1958)
- Орден Отечественной войны I степени (1985)
- Орден Красной Звезды (1972)
- Памятная золотая медаль «Манас-1000» (1995)[11]
- Медаль «За победу над Германией в Великой Отечественной войне 1941—1945 гг.» (1970)
- Медаль «За оборону Сталинграда» (1975)[12]
- Медаль «Ветеран труда»
- Медаль имени С. Рахманинова
- Бронзовая медаль фонда Ирины Архиповой — «за многолетнее безупречное служение российскому музыкальному искусству во второй половине XX века»
- Юбилейные медали Победы и Вооружённых Сил
- Международная премия имени Ч. Т. Айтматова (1999)
- Премия «Золотой мост» (Республика Казахстан)
- Действительный член и член президиума Международной академии творчества (Москва, Россия)
- Действительный член Международной академии наук (Мюнхен, Германия)
- Академик Всемирной академии музыки (Мюнхен)
- Почётный гражданин Бишкека.

## Творчество

### Постановки
Оперы:
- 1949 — «Кокуль» М. Раухвергера
- 1949 — «Алтын кыз» В. Власова и В. Фере
- 1949 — «Кармен» Ж. Бизе
- 1950 — «Пиковая дама» П. Чайковского
- 1951 — «На берегах Иссык-Куля» В. Власова, А. Малдыбаева, В. Фере
- 1957 — «Русалка» А. Даргомыжского
- 1957 — «Ак Шумкар» С. Ряузова
- 1958 — «Токтогул» В. Власова, А. Малдыбаева, В. Фере
- 1959 — «Мурат» Л. Книппера
- 1960 — «Аида» Дж. Верди
- 1960 — «Проделки Майсары» С. Юдакова
- 1960 — «Борис Годунов» М. Мусоргского
- 1961 — «Запорожец за Дунаем» С. Гулака-Артемовского
- 1961 — «Джамиля» М. Раухвергера
- 1962 — «Тоска» Дж. Пуччини
- 1974 — «Зори здесь тихие» К. Молчанова
- 1975 — «Июльская ночь» П. Хаджиева
- 1976 — «Пётр I» А. Петрова
- 1978 — «Мефистофель» А. Бойто
- 1979 — «Дон Карлос» Дж. Верди
- 1982 — «Дитя и волшебство» М. Равеля
- 1982 — «Служанка-госпожа» Дж. Перголези
- 1982 — «Паяцы» Р. Леонкавалло
- «Айчурек» В. Власова, А. Малдыбаева, В. Фере
- «Евгений Онегин» П. Чайковского

Балеты:
- 1962 — «Ромео и Джульетта» С. Прокофьева
- 1983 — «Петрушка» И. Стравинского

Музыкальная комедия:
- 1948 — «Кто что сделал?» (Ким кантти) М. Абдраева, А. Малдыбаева, А. Аманбаева и А. Тулеева